# 和泉シティプラザ
和泉シティプラザ（いずみシティプラザ）は、大阪府和泉市いぶき野にある文化施設。

## 施設
- 弥生の風ホール

計664席。コンサートから演劇、寄席などに対応可能。可変機構と残響可変装置を備えている。
- 生涯学習センター
- TRCシティプラザ図書館
- 男女共同参画センター モアいずみ
- 保険福祉センター
- 市役所出張所
- 第2ふたば幼児教室

## アクセス
- 南海泉北線 和泉中央駅より徒歩3分。
- 南海バス 和泉中央駅バス停より徒歩約3分。

## 駐車場
- 収容台数：屋内110台、屋外120台（8:30〜22:30）
- 料金：初めの2時間無料、以降30分毎に100円